# Modeselektor
Modeselektor Es un duo de música electrónica alemana formado por Gernot Bronsert y Sebastian Szary.

## Historia
Los miembros del grupo se conocieron en 1992 en Berlín, cuando Szary se encontraba tocando acid house en fiestas underground ilegales. El grupo dice, "Después de el Muro de Berlin se vino abajo, todos en Alemania y especialmente en Alemania del Este querían mucho caos, anarquía." Ambos pronto unieron fuerzas y empezaron a crear música bajo el nombre de Modeselektor, un nombre tomado de una función del procesador de efectos Roland Space Echoanalogdelayeffects unit. Modeselektor es uno de los grupos favoritos de Thom Yorke (cantante de Radiohead), quién ha recomendado sus álbumes en entrevistas. Moderat (La colaboración entre Modeselektor y Apparat) también ha funcionado como teloneros de Radiohead en los conciertos en Poznań, Polonia y Praga, República Checa, en agosto de 2009.
En marzo de 2009,  sacaron un álbum en colaboración con Apparat bajo el nombre Moderat. Han colaborado anteriormente en un EP llamado Auf Kosten der Gesundheit el cual estuvo disponible como edición limitada de 12" en BPitch Control en 2002.

## Discografía

### Álbumes de estudio
- Hello Mom! (BPitch Control, 2005)
- Happy Birthday! (BPitch Control, 2007)
- Monkeytown (Monkeytown Records, 2011)
- Who Else (Monkeytown Records, 2019)
- Extended (Monkeytown Records, 2021)
- Mean Friend (Monkeytown Records, 2021)

### Recopilaciones
- Modeselektion Vol. 01 (2010)
- Modeselektion Vol. 02 (2012)
- Modeselektion Vol. 03 (2014)
- Modeselektion Vol. 04 (2018)

### DJ Mixes
- Boogybytes Vol. 3 - Mix by Modeselektor (BPitch Control, 2007)
- Body Language Vol. 8 (Consigue Físico, 2009)

### Multimedia
- Labland (Dalbin, 2005) con Pfadfinderei, DVD
- Mdslktr (BPitch Control, 2005), DVD + CD Box Set

- Death Medley(BPitch Control, 2002)
- In Loving Memory(BPitch Control, 2002)
- Ganes De Frau Vol. 1(BPitch Control, 2003)
- Turn Deaf!(BPitch Control, 2004)
- Hello Mom!The Remixes (BPitch Control, 2006)
- Happy Birthday!Remixes #1 (BPitch Control, 2008)
- Happy Birthday!Remixes #2 (BPitch Control, 2008)
- Happy Birthday!Remixes #3 (BPitch Control, 2008)

### Singles
- - "The Dark Side of the Sun" (BPitch Control, 2007) with Puppetmastaz
  - "Evil Twin" featuring Otto von Schirach (Monkeytown Records, 2012)
  - "Silikon" featuring Sasha Perrera (FIFA 08 soundtrack)
  - "Kalif Storch" (2018)
  - "Wealth" featuring Flohio (Monkeytown Records, 2018)
  - "I Am Your God" / "Bronko" (Monkeytown Records, 2019)
  - "Who" featuring Tommy Cash(Monkeytown Records, 2019)

### Remixes
- - Miss Kittin- "Professional Distortion(Modeselektor's Big Muff Mix)"
  - Thom Yorke- Skip Divided (Modeselektor Remix)
  - Björk- Dull Flame Of Desire (Modeselektor's Rmx for Girls)
  - Björk- Dull Flame Of Desire (Modeselektor's Rmx for Boys)
  - Boys Noize- Jeffer (Modeselektor Remix)
  - Bonaparte- Computer in Love (Modeselektor Remix)
  - Roots Manuva- Witness (Modeselektor's Troublemaker Remix)
  - Headhunter - Prototype (Modeselektor Remix) [TEMP046]
  - Radiohead- Good Evening Mrs Magpie Rmx
  - Trentemøller- Tide (Modeselektor's Last Remix Ever)

### Producción
- TTC - Une bande de mecs sympas (3615 TTC, 2007)
- Fettes Brot - Bettina, zieh dir bitte etwas un! (Strom und Drang, 2008)
- Bonaparte - Orangutang (a Mi Caballo le Gustas, 2010)

### ConModerat
- Auf Kosten der Gesundheit (EP, BPitch Control, 2003)
- Moderat (BPitch Control, 2009)
- II (Monkeytown Registros, 2013)
- III (Monkeytown Registros, 2016)